# Cantó de Canha de Mar Centre
El cantó de Canha de Mar Centre és un cantó francès del departament dels Alps Marítims, situat al districte de Grassa. Compta amb part del municipi de Canha de Mar.

## Municipis
- Canha de Mar

## Història
| Data d'elecció                           | Identitat             | Partit        | Qualitat |
| ---------------------------------------- | --------------------- | ------------- | -------- |
| 1985-1992                                | Henry-A. Audibert     | Divers droite |          |
| 1992-1998                                | Jean-Antoine Burroni  | RPR           |          |
| 1998-2008                                | Louis Nègre           | UMP           |          |
| 2008-                                    | Marie-Josée Bandecchi | UMP           |          |
| les dades anteriors no són pas conegudes |                       |               |          |
|                                          |                       |               |          |

| 1962 | 1968 | 1975 | 1982 | 1990 | 1999   | 2007   |
| ---- | ---- | ---- | ---- | ---- | ------ | ------ |
| -    | -    | -    | -    | -    | 24.215 | 25.524 |